# جزیره گنج (فیلم ۱۹۷۲)
جزیره گنج (Treasure Island) فیلمی است بر اساس رمان رابرت لویی استیونسن که در سال ۱۹۷۲ به کارگردانی جان هاف ساخته شده‌است. این فیلم محصول کشورهای انگلیس، آلمان غربی، اسپانیا و فرانسه می‌باشد.

## نقش‌ها
- کیم برفیلد به نقش جیم هاوکینز
- اورسن ولز به نقش لانگ جان سیلور
- لئونل استاندر به نقش بیلی بونز
- والتر سلزاک به نقش عالیجناب ترلاونی
- ریک باتالیا به نقش کاپیتان اسمالت
- بارتا باری

## دوبله فارسی
این فیلم به فارسی دوبله شده و مهوش افشاری به جای کیم برفیلد (جیم هاوکینز)، ایرج ناظریان به جای اورسن ولز (لانگ جان سیلور)، اکبر منانی به جای والتر سلزاک (عالیجناب ترلاونی)، سعید مظفری به جای ریک باتاگلیا (کاپیتان اسمالت) و منصور غزنوی به جای آنجل دل پوزو (دکتر لیوسی) صحبت کرده‌اند.